# Posidonia kirkmanii
Posidonia kirkmanii, vrsta porosti uz zapadnu obalu Australije. Australski je endem Indijskog oceana. Živi na dubinama od 2 do 40 metara